# Gagu
Gagu – wieś w Rumunii, w okręgu Ilfov, w gminie Dascălu. W 2011 roku liczyła 567 mieszkańców.